# Ridgecrest (Kalifornia)
Ridgecrest város az USA Kalifornia államában, Kern megyében. Lakosainak száma 27 959 fő (2020. április 1.).

## Népesség
A település népességének változása:

| 2010 | 27 616 |
| 2020 | 27 959 |